# Rodrigo de Vivero y Velasco
Rodrigo de Vivero y Aberrucia (Tecamachalco?, 1564 – 1636) è stato un esploratore messicano, ufficiale coloniale della Nuova Spagna e governatore ad interim delle Filippine dal 15 giugno 1608 all'aprile 1609.

## Biografia
Mentre si trovava a Manila Rodrigo de Vivero y Aberrucia dovette confrontarsi con l'insurrezione delle enclavi giapponesi nelle Filippine, soprattutto con Dilao. Fece deportare alcuni giapponesi nella loro madre patria, ed implementò il controllo del commercio. Poco dopo ricevette messaggi da William Adams per conto di Tokugawa Ieyasu, il quale voleva stabilire contratti commerciali diretti con la Nuova Spagna. Furono scambiate lettere amichevoli, dando il via alle relazioni tra Giappone e Nuova Spagna.
Il suo mandato di governatore delle Filippine finì la pasqua del 1609. In seguito fu nominato conte di Valle e governatore, capitano generale e presidente della Audiencia di Panama.
Il 30 settembre 1609, sulla strada di ritorno per il Messico, la nave di Rodrigo, la San Francisco, naufragò in Giappone con un equipaggio di 373 uomini, nei pressi di Iwawada nella provincia di Kazusa (oggi Chiba). Delle altre due navi che accompagnavano Rodrigo, la Santa Ana riuscì a raggiungere un altro porto giapponese, mentre la San Antonio scomparve. Rodrigo de Vivero y Aberrucia y  passò 9 mesi in Giappone organizzando numerosi incontri con le loro autorità, grazie all'aiuto di Luis Sotelo.
Lasciò il Giappone a bordo di una nave costruita da William Adams, la San Buena Ventura, nell'agosto 1610. Avrebbe potuto ripartire sulla Santa Ana, ma preferì accompagnare i giapponesi in modo da evitargli problemi all'arrivo in Nuova Spagna. Con lui c'erano 23 rappresentanti giapponesi, guidati dal commerciante di Kyoto Tanaka Shosuke (田中勝助). Furono i primi giapponesi conosciuti ad aver attraversato il Pacifico.
Erano accompagnati anche dal padre francescano Alonso Muños, inviato ufficiale di Tokugawa Ieyasu per negoziare con le autorità spagnole. Lo Shogun gli consegnò anche l'equivalente di 4000 ducati per il viaggio.
Durante la sua permanenza strinse un accordo con i giapponesi, garantendosi privilegi extraterritoriali per un cantiere navale spagnolo ed una base navale nel Giappone orientale, in cambio del commercio trans-Pacifico e della tecnologia estrattiva usata nelle miniere d'argento messicane. Rodrigo chiese anche la mappatura delle coste giapponesi, la libertà d'azione per i sacerdoti cattolici e l'espulsione degli olandesi.
Luis de Velasco, viceré della Nuova Spagna, ricevette i 23 giapponesi ed espresse grande soddisfazione per il trattamento che i marinai spagnoli avevano ricevuto in Giappone. Decise di mandare un ambasciatore in Giappone, nella persona del famoso esploratore Sebastián Vizcaíno.
Vizcaíno ebbe anche il compito di restituire i 4000 ducati e di cercare le "isole dell'oro e dell'argento" che si credevano essere ad est del Giappone. Partì per il Giappone il 22 marzo 1611, e dopo un altro naufragio fece ritorno nel 1613 a bordo del galeone giapponese San Juan Bautista assieme al primo ambasciatore ufficiale giapponese per le Americhe e l'Europa. La nave era pilotata da Hasekura Tsunenaga.